# 東国幹
東 国幹（あずま くによし、1968年〈昭和43年〉2月17日 - ）は、日本の政治家。財務大臣政務官、自由民主党所属の衆議院議員（2期）。
北海道議会議員（5期）、旭川市議会議員（1期）を歴任。

## 来歴
北海道上川郡風連町（現:名寄市）に生まれる。北海道深川西高等学校卒業。東海大学法学部法律学科に進学。大学在学中は原田義昭の書生だった。この頃、いわゆる旭川オリンピック構想が持ち上がるが、五輪の招致に失敗したことに影響を受け、政治家を志す。1990年2月の衆院選・旧北海道1区で、現職の佐藤静雄は次点で落選。同年3月、東海大学卒業。同年、佐藤の秘書となる。4年間、佐藤の事務所に勤務した。
1995年4月、旭川市議会議員選挙に立候補し初当選。
1999年4月の北海道議会議員選挙の旭川市選挙区（定数6）に自民党は現職の加藤礼一のほか、東、新人の菅原範明の計3人を擁立。東は6番目の得票数で初当選し、菅原は次点で落選した。
2002年11月の旭川市長選挙に立候補し、現職の菅原功一を227票差まで追い詰めるものの落選。
2007年4月、北海道議会議員に2期目の当選。
2014年11月の旭川市長選挙に立候補するが、現職の西川将人に敗れた。直後の12月に行われた第47回衆議院議員総選挙にも比例北海道ブロックから出馬したが、名簿の掲載順位が最下位だったこともあり落選。
2015年4月、北海道議会議員に4期目の当選。
2021年10月の第49回衆議院議員総選挙に北海道6区から立候補。かつて旭川市長選で争った西川将人を破り、初当選した。
2024年9月12日、自民党総裁選挙が告示され、旧茂木派からは会長の茂木敏充と加藤勝信の2人が立候補した。東は茂木の推薦人に名を連ねた。石破茂、高市早苗、小泉進次郎の3人が競り合う構図が固まった終盤、麻生太郎は9月25日に茂木と「反石破」での連携を確認し、茂木派議員の一部も取り込んだ。9月27日総裁選執行。高市が得票数1位で決選投票へ進むも、岸田文雄首相の後押しを受けた石破に敗れた。東は1回目の投票では茂木に投じ、決選投票では高市に投じた。
同年10月27日の第50回衆議院議員総選挙においても北海道6区から立候補し、西川を破り2選（西川は比例復活）。
同年11月13日、第2次石破内閣で財務大臣政務官に就任。

## 道路交通法「酒気帯び運転等の禁止」で検挙
平成１７年１０月６日、旭川市長選挙に再出馬の意向を明らかにしている東国幹元道議会議員は、道路交通法違反（酒気帯び運転）の容疑で摘発されたことを明らかにした。また、旭川市長選候補者としては適格者ではないと述べた。
調べによると、１０月５日午後７時頃、旭川市内の飲食店でビール３杯と酎ハイ３杯を飲み、午後９時頃タクシーで帰宅（旭川市春光）。その後、午後１１時３０頃、当時不倫相手とされる女性に会いに車を運転し、翌６日午前０時１５分頃、当麻町でパトロール中の警察に捕まる。

## 政策・主張

### 憲法
- 憲法改正について、2021年のアンケートで「賛成」と回答[23]。

- 憲法9条への自衛隊の明記について、2021年のアンケートで「どちらかといえば賛成」と回答[24]。

- 改正すべき項目として、2021年の朝日新聞社のアンケートで「自衛隊の保持を明記する」「環境権に関する条項を新設する」「緊急事態に関する条項を新設する」と主張[23]。

- 憲法を改正し緊急事態条項を設けることについて、2021年の毎日新聞社のアンケートで回答しなかった[25]。

### 外交・安全保障
- 「他国からの攻撃が予想される場合には敵基地攻撃もためらうべきではない」との問題提起に対し、2021年のアンケートで「どちらとも言えない」と回答[23]。

- 「北朝鮮に対しては対話よりも圧力を優先すべきだ」との問題提起に対し、2021年のアンケートで「どちらかと言えば賛成」と回答[23]。

- 普天間基地の辺野古移設について、2021年のアンケートで「どちらかといえば賛成」と回答[23]。

- 徴用工訴訟などの歴史問題をめぐる日韓の関係悪化についてどう考えるかとの問いに対し、2021年の毎日新聞社のアンケートで回答しなかった[25]。

### ジェンダー
- 選択的夫婦別姓制度の導入について、2021年の朝日新聞社のアンケートで「どちらとも言えない」と回答[23]。同年のNHK、毎日新聞社のアンケートで回答しなかった[24][25]。

- 同性婚を可能とする法改正について、2021年の朝日新聞社のアンケートで「どちらとも言えない」と回答[23]。同年のNHKのアンケートで回答しなかった[24]。「同性婚を制度として認めるべきだと考るか」との同年の毎日新聞社のアンケートに対しても回答しなかった[25]。

- 「LGBTなど性的少数者をめぐる理解増進法案を早期に成立させるべきか」との問題提起に対し、2021年のアンケートで「どちらとも言えない」と回答[23]。

- クオータ制の導入について、2021年のNHK、毎日新聞社のアンケートで回答しなかった[24][25]。

### その他
- 「原子力発電への依存度について今後どうするべきか」との問題提起に対し、2021年のアンケートで「下げるべき」と回答[24]。

- 「新型コロナ対策として、消費税率の一時的な引き下げは必要だと思うか」との問いに対し、2021年のアンケートで「必要でない」と回答[24]。

- 森友学園への国有地売却をめぐる公文書改竄問題で、2021年5月6日、国は「赤木ファイル」の存在を初めて認めた[26]。しかし5月13日、菅義偉首相はファイルの存在を踏まえた再調査を行わない考えを報道各社に書面で示した[27]。9月の自民党総裁選挙で総裁に選出された岸田文雄も10月11日、衆議院本会議の代表質問で再調査の実施を否定した[28]。国の対応をどう考えるかとの同年の毎日新聞社のアンケートに対し、回答しなかった[25]。

## 統一教会との関係
- 2018年8月29日から30日にかけて、世界平和統一家庭連合（旧統一教会）の関連団体「日韓トンネル推進北海道民会議」の視察で、福岡県、佐賀県、長崎県対馬市などを、土木工学者の三上隆らとともに訪問。東は教団関連団体「ハッピーワールド」[29][30]への支払いに政務活動費10万円を充てた[31][32][33][34]。

- 2019年8月20日から23日にかけて、「日韓トンネル推進北海道民会議」の視察で、福岡県福岡市と佐賀県唐津市を、三上隆らとともに訪問。東は「ハッピーワールド」への支払いに政務活動費115,400円を充てた[31][32][33][34]。

- 2020年8月23日、統一教会の旭川家庭教会総務部長のM[注 3]と日本会議上川協議会会長で株式会社CtoCグループ代表取締役会長の落合博志[37]が中心となり、旭川市で家庭教育支援推進条例を制定することを目的として[注 4]、「旭川家庭教育を支援する会」が設立された。設立時は落合が会長を務め、のちに東が会長に就任した[43][44][45][46]。Mは事務局次長に就き、元教団信者で旭川市議会議員の蝦名信幸が幹事長に就いた[47][48]。そして2021年9月26日の旭川市長選挙で当該条例の制定を公約に掲げた今津寛介[49]が市長に初当選し、同日の市議補選で蝦名の息子の蝦名安信が初当選すると、今津は顧問に、蝦名安信は幹事に就いた[50][47][51]。

- 2021年10月の衆院選の際、統一教会の関連団体「世界平和連合」は東の選挙事務所に手伝いを派遣した[52][注 5]。

- 2022年3月18日、統一教会系の世界日報は「旭川家庭教育を支援する会」相談役の上松丈夫へのインタビュー記事を掲載。家庭教育支援条例制定に向けた団体の活動内容を取り上げた[56][57]。上松はかつて中札内村の教育長を務めていた[58]。

- 同年5月7日、 「旭川家庭教育を支援する会」は旭川市と市教育委員会の後援を受けて、静岡県議会議員の藤曲敬宏の後援会を開催。藤曲は統一教会の信者であった[59]。

- 同年7月8日、安倍晋三が奈良市で射殺される事件が発生した[60]。事件後、統一教会と自民党との繋がりがメディアで取り沙汰される中、自民党幹事長の茂木敏充は7月26日の会見で「統一教会と自民党は組織的な関係は一切ない」と断言した[61]。そうした中、ネット上では、Google ストリートビューを用いて、統一教会関連の施設を確認し、建物に張ってある自民党議員のポスターを探す作業がTwitterなどを通じて広まった。作業の過程で、旭川市の旭川家庭教会の玄関に東、市長の今津寛介、前市議の木下雅之の三連ポスターが貼られていたことが判明した[47][43]。

- 同年7月から8月にかけて、共同通信社は、全国会議員712人を対象に、統一教会との関わりを尋ねるアンケートを実施。8月31日に各議員の回答の全文を公表した。「旧統一教会またはその友好・関連団体等から選挙活動への支援、協力を受けたことはあるか」との問いに対し、東は「分からない、答えられない」と回答し、「行事、会合、集会等に出席したことはあるか」との問いに対し「ない」と回答した[62][63]。

- 同年8月20日放映の『報道特集』の中で、前述の藤曲敬宏は統一教会の信者であることを公表[59]。これを受けて北海道新聞が東に取材すると、東は「県議と統一教会との関係は知らなかった」と答えた[57]。

- 同年9月12日、東は「旭川家庭教育を支援する会」を退会[64]。9月14日、同団体は臨時役員会を開き、解散を決めた[51]。

## 統一教会の次は、在日華人圏で炎上
2023.7.26 在日華人圏と株式会社YAKが主催した中国人の日本移民説明会を衆議院第一議員会館で実施。衆議院議員東国幹氏が会議室の手配等対応され、当日はスペシャルゲストとして登壇。株式会社YAK関係者から寄付金を受け取ったとされ、ネットでは「売国奴である」と炎上。
主催の株式会社YAKは外国人の融資を支援する不動産会社。 外国人顧客に日本の土地利用開発、設計、施工、売買、賃貸、委託管理、不動産の賃貸、買収、売買、仲介などを業とする。 外国人が日本の不動産を購入後の顧客のビザ申請、移民サービスを行う部門もある。

## 選挙歴
| 当落 | 選挙                     | 執行日         | 年齢 | 選挙区             | 政党       | 得票数     | 得票率 | 定数 | 得票順位 /候補者数 | 政党内比例順位 /政党当選者数 |
| ---- | ------------------------ | -------------- | ---- | ------------------ | ---------- | ---------- | ------ | ---- | ------------------ | ---------------------------- |
| 当   | 1999年北海道議会議員選挙 | 1999年4月11日  | 31   | 旭川市選挙区       | 自由民主党 | 2万33票    | 12.35% | 6    | 6/8                | /                            |
| 落   | 2002年旭川市長選挙       | 2002年11月10日 | 34   | ーー               | 無所属     | 6万544票   | 44.09% | 1    | 2/4                | /                            |
| 当   | 2007年北海道議会議員選挙 | 2007年4月8日   | 39   | 旭川市選挙区       | 無所属     | 2万8145票  | 16.73% | 6    | 3/7                | /                            |
| 当   | 2011年北海道議会議員選挙 | 2011年4月10日  | 43   | 旭川市選挙区       | 自由民主党 | 2万5626票  | 17.03% | 6    | 1/7                | /                            |
| 落   | 2014年旭川市長選挙       | 2014年11月9日  | 46   | ーー               | 無所属     | 6万5938票  | 45.38% | 1    | 2/2                | /                            |
| 落   | 第47回衆議院議員総選挙   | 2014年12月14日 | 46   | 比例北海道ブロック | 自由民主党 | ーー票     | ーー   | 8    | ー/ー              | 15/3                         |
| 当   | 2015年北海道議会議員選挙 | 2015年4月12日  | 47   | 旭川市選挙区       | 自由民主党 | 3万2300票  | 21.53% | 6    | 1/7                | /                            |
| 当   | 2019年北海道議会議員選挙 | 2019年4月7日   | 51   | 旭川市選挙区       | 自由民主党 | 3万4730票  | 23.62% | 6    | 1/7                | /                            |
| 当   | 第49回衆議院議員総選挙   | 2021年10月31日 | 53   | 北海道第6区        | 自由民主党 | 12万8670票 | 55.50% | 1    | 1/3                | /                            |
| 当   | 第50回衆議院議員総選挙   | 2024年10月27日 | 56   | 北海道第6区        | 自由民主党 | 10万694票  | 46.88% | 1    | 1/3                | /                            |